# 南日本文学賞
南日本文学賞（みなみにっぽんぶんがくしょう）は、日本の文学賞。
1973年に創設された。南日本新聞社が主催している。鹿児島県、宮崎県在住または出身者などの小説・評論、詩の中から最も優秀な作品に贈られる。5年に1度、南日本文学大賞として募集し、大賞受賞者には、賞金100万円が贈られる。第3回受賞の島尾ミホは、第15回田村俊子賞を受賞している。第10回受賞の進一男は、山之口貘賞を受賞している。第25回受賞の出水沢藍子は、第19回大阪女性文芸賞で佳作に選ばれている。第35回受賞の三角みづ紀は、第22回萩原朔太郎賞を受賞している。第36回受賞の野見山潔子は、第46回九州芸術祭文学賞最優秀作を受賞している。

## 受賞者一覧
| 回（年）           | 賞       | 受賞者           | 受賞作                                       |
| ------------------ | -------- | ---------------- | -------------------------------------------- |
| 第1回（1972年度）  |          | 中渡瀬正晃       | 小説「冷える」                               |
| 第2回（1973年度）  |          | 河野修一郎       | 小説「石を背負う父」                         |
| 第3回（1974年度）  |          | 島尾ミホ         | 随筆「海辺の生と死」                         |
| 第3回（1974年度）  |          | 浜田喜代子       | 詩集「藻の花」                               |
| 第4回（1975年度）  |          | 該当作なし       | 該当作なし                                   |
| 第5回（1976年度）  |          | 原井カズエ       | 小説「少年と鳥籠」                           |
| 第6回（1977年度）  |          | 杢田瑛二         | 詩集「父型」                                 |
| 第7回（1978年度）  |          | 風見治           | 小説「スフィンクスに」                       |
| 第8回（1979年度）  |          | 該当作なし       | 該当作なし                                   |
| 第9回（1980年度）  |          | 沖百百枝         | 小説「水子地蔵」                             |
| 第9回（1980年度）  |          | 岡田哲也         | 詩集「海の陽 山の陰」                        |
| 第10回（1981年度） |          | 三原実敏         | 小説「偸安」                                 |
| 第10回（1981年度） |          | 進一男           | 詩集「日常の目」                             |
| 第11回（1982年度） |          | 武田美智子       | 小説「赤つめ草の冠」                         |
| 第12回（1983年度） |          | 立石富男         | 小説「うしろ姿」                             |
| 第13回（1984年度） |          | 奈良迫ミチ       | 小説「パリの朝」                             |
| 第14回（1985年度） |          | 島比呂志         | 小説「海の砂」                               |
| 第14回（1985年度） |          | 竹元隆洋         | 詩集「海賊船」                               |
| 第15回（1986年度） |          | 阿久根星斗       | 小説「永遠に消えず」                         |
| 第15回（1986年度） |          | 村永美和子       | 詩集「島・波のあちら」                       |
| 第16回（1987年度） |          | 該当作なし       | 該当作なし                                   |
| 第17回（1988年度） |          | 森田一正         | 小説「ホムンクルス」                         |
| 第18回（1989年度） |          | 相星雅子         | 小説「下関花嫁」                             |
| 第18回（1989年度） |          | 高岡修           | 詩集「二十項目の分類のためのエスキス・ほか」 |
| 第19回（1990年度） |          | 福元正實         | 小説「七面鳥の森」                           |
| 第19回（1990年度） |          | 元野影一         | 詩集「塔の消えた日」                         |
| 第20回（1991年度） |          | 藤井令一         | 詩集「巫島狂奏曲」                           |
| 第20回（1991年度） |          | 久井稔子         | 評論「島尾敏雄氏の旅行記」                   |
| 第21回（1992年度） |          | 南海良治         | 小説「戻り梅雨」                             |
| 第22回（1993年度） |          | 該当作なし       | 該当作なし                                   |
| 第23回（1994年度） |          | 松元肇子         | 小説「異邦人の夏」                           |
| 第24回（1995年度） |          | 石峰意佐雄       | 詩集「反響」とその一連の創作活動             |
| 第24回（1995年度） |          | 小澤聖子         | 小説「冬舞」                                 |
| 第25回（1996年度） |          | 茂山忠茂         | 詩集「不安定な車輪」                         |
| 第25回（1996年度） |          | 出水沢藍子       | 小説「グンセイフの夜」                       |
| 第26回（1997年度） |          | 土師照子         | 小説「もう月も行く」                         |
| 第27回（1998年度） |          | 福迫光英         | 小説「水豹」                                 |
| 第28回（1999年度） |          | 鳥居佐智子       | 小説「たとえば空をうたう日」                 |
| 第29回（2000年度） | 文学大賞 | 谷口雄三         | 小説「ブリジストン」                         |
| 第30回（2001年度） |          | 吉松美津子       | 詩集「石女の海」                             |
| 第31回（2002年度） |          | 宇宿一成         | 詩集「千年」                                 |
| 第32回（2003年度） |          | 陳躍             | 詩「故郷」                                   |
| 第33回（2004年度） |          | 伊福満代         | 小説「夏の果て」                             |
| 第34回（2005年度） | 文学大賞 | 池田純子         | 小説「ホルマリンベビー」                     |
| 第35回（2006年度） |          | 田ノ上淑子       | 小説「隣人の影」                             |
| 第35回（2006年度） |          | 三角みづ紀       | 詩集「カナシヤル」                           |
| 第36回（2007年度） |          | 野見山潔子       | 小説「気配」                                 |
| 第36回（2007年度） |          | うるしやまちひろ | 詩「『半笑いの騎士たち』他十四篇」           |
| 第37回（2008年度） |          | 島田いつき       | 小説「プライド」                             |
| 第37回（2008年度） |          | おぎぜんた       | 詩「The Africa アフリカ」                    |
| 第38回（2009年度） |          | 岡村知鶴子       | 小説「かなくそ坂」                           |
| 第39回（2010年度） | 文学大賞 | 永田祥二         | 小説「狐の行列」                             |
| 第40回（2011年度） |          | 永坂理重         | 小説「オールターン」                         |
| 第40回（2011年度） |          | 田中秀人         | 詩「セイタカアワダチソウ」                   |
| 第41回（2012年度） |          | さかがみえま     | 小説「ザベスの襟」                           |
| 第42回（2013年度） |          | 藤田和子         | 小説「巣立ちの家」                           |
| 第42回（2013年度） |          | 桐木平十詩子     | 詩「決壊」                                   |
| 第43回（2014年度） |          | 谷口元子         | 小説「山門」                                 |
| 第43回（2014年度） |          | 小平田史穂       | 詩「蠢動」                                   |
| 第44回（2015年度） | 文学大賞 | 野上夏美         | 小説「独楽」                                 |
| 第45回（2016年度） |          | 類沙いくよ       | 小説「エルニーニョ」                         |
| 第45回（2016年度） |          | 藤由朝           | 詩「一握の砂、そしてわたし」                 |
| 第46回（2017年度） |          | 鳥海美幸         | 小説「窪み」                                 |
| 第46回（2017年度） |          | 東郷久子         | 詩「『いろいろ』ほか」                       |
| 第47回（2018年度） |          | 関野みち子       | 小説「目ヌカレ」                             |
| 第47回（2018年度） |          | 岡村梨枝子       | 詩「いでんこら」                             |
| 第48回（2019年度） |          | 江史人           | 小説「コールドムーン」                       |
| 第49回（2020年度） |          | 需水             | 詩「穏やかな日々」                           |
| 第49回（2020年度） |          | うるし山千尋     | 詩「ライトゲージ」                           |
| 第50回（2021年度） |          | 山田里奈         | 小説「花と鋏」                               |
| 第50回（2021年度） |          | 西原裕美         | 詩「心待ち」（16編）                         |
| 第51回（2022年度） |          | 馬場広大         | 小説「ながらめ」                             |
| 第51回（2022年度） |          | 栫伸太郎         | 詩「雨雨」（15編）                           |
| 第52回（2023年度） |          | 徳常喜           | 小説「わたしをこわさないで」                 |
| 第52回（2023年度） |          | 奥山紗英         | 詩「破片ちゃん」（15編）                     |

## 選考委員
- 第41回-第44回：佐々木幹郎、笹本稜平、又吉栄喜
- 第45回-第50回：又吉栄喜、町田康、三角みづ紀
- 第51回 - ：青来有一、町田康、三角みづ紀